# Покойниця
Покойниця (словен. Pokojnica) — поселення в общині Іванчна Гориця, Осреднєсловенський регіон, Словенія. Висота над рівнем моря: 316,6 м.